# Sphenoptera cuneiformis
Sphenoptera cuneiformis es una especie de escarabajo del género Sphenoptera, familia Buprestidae. Fue descrita científicamente por Gory en 1841.

## Distribución
Habita en la región afrotropical.